# Angyal Gyógyszertár (Budapest)
Az Angyal Gyógyszertárat 1847-ben alapították. A városi tanács csak a Ferencváros területére engedélyezte az elhelyezését, így alapítója, Ivanovics Alajos az Üllői út 39. szám alatt nyitotta meg. Későbbi tulajdonosai voltak Bayer Arnold, Kosch Károly, Löcherer Tamás. A gyógyszertár nem csak a Ferenc- és Józsefváros lakosait szolgálta ki, de az Egyetemi Gyógyszertár megnyitásáig az egyetemi klinikák szállítója is volt. A gyógyszertár épülete olyan súlyosan megrongálódott a II. világháborúban, majd 1956-ban, hogy le kellett bontani. Utódjaként az Üllői út 39-43. szám alatt nyílt újabb patika.
A régi gyógyszertár eredeti biedermeier berendezését a Semmelweis Orvostörténeti Múzeum vette át 1971-ben, és a nagykállói Korányi Frigyes Emlékházban lett kiállítva.